# Itapetinga (tiểu vùng)
Itapetinga là một tiểu vùng thuộc bang Bahia, Brasil. Tiều vùng này có diện tích 11388 km², dân số năm 2007 là 208088 người.